# サルテーヌ
サルテーヌ （Sartène、コルシカ語: Sartè）は、フランス、コルス＝デュ＝シュド県のコミューン。
サルテーヌの歴史は中世に遡る。16世紀初頭からある花崗岩でできた建物が、いまだに通り沿いに建っている。サルテーヌの歴史上最も大きな出来事の一つは、1583年に起きたアルジェ海賊による襲撃で、400人もの人々が連れ去られた。こういった襲撃は18世紀まで続いた。

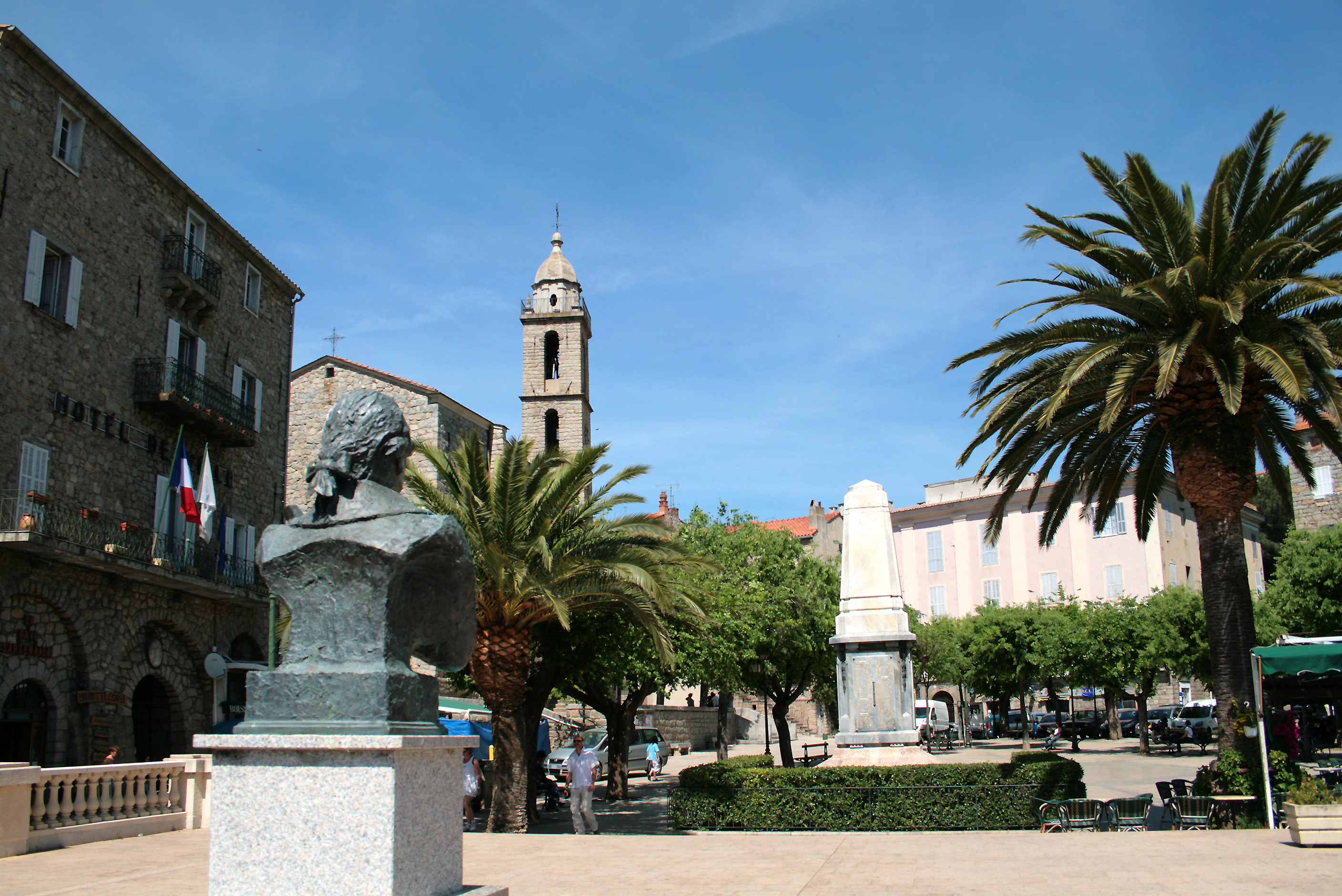
リベラシオン広場

町はリベラシオン広場（以前はポルタ広場といった）を中心としてできており、その端にサント・マリー教会がある。町は谷を見下ろす好位置にある。サルテーヌ産ワインは愛好家の間でよく知られている。
サルテーヌは、サルデーニャ島のガルレーゼ方言によく似た南コルシカ方言の一種に由来している。